# 埃文代爾 (密蘇里州)
埃文代爾（英語：Avondale）是位於美國密蘇里州克萊縣的城市。

## 人口
根據2020年美國人口普查的數據，埃文代爾的面積為0.35平方千米，皆為陸地。當地共有人口436人，而人口密度為每平方千米1,246人。